# Cambarus cryptodytes
Cambarus cryptodytes là một loài tôm hùm đất nhỏ, sống ở vùng nước ngọt, là loài đặc hữu của Florida và Georgia (Hoa Kỳ).